# Fascia iliaca
Die Fascia iliaca ist eine derbe Faszie und umhüllt den Musculus iliopsoas bis zur Linea arcuata, bis zum Darmbeinkamm und bis zum Ansatz am Trochanter minor des Oberschenkelknochens. Sie liegt also wie der Muskel zum größeren Teil im Bauchraum, zum kleineren Teil am Oberschenkel. Bei ihrem Austritt aus der Bauchhöhle ist sie zum Teil mit dem seitlichen Abschnitt des Leistenbandes fest verwachsen, zum Teil bildet sie die mediale Begrenzung der Lacuna musculorum (Arcus iliopectineus). 
Diese Faszie bildet eine feste Kapsel um den Iliopsoas-Muskel, wodurch es verständlich wird, dass sich sogenannte Senkungsabszesse, die z. B. durch eine Tuberkulose an der Brustwirbelsäule verursacht sein können, bis in die Fossa iliopectinea am Oberschenkel ausbreiten können. 